# هيرويوكي كانو
هيرويوكي كانو (باليابانية: 菅野ひろゆき) (8 مايو 1968، طوكيو في اليابان - 19 ديسمبر 2011، بونكيو في اليابان)؛ كاتب سيناريو وروائي ياباني.